# Quadricalcarifera mixta
Quadricalcarifera mixta är en fjärilsart som beskrevs av George Thomas Bethune-Baker 1916. Quadricalcarifera mixta ingår i släktet Quadricalcarifera och familjen tandspinnare. Inga underarter finns listade.